# Taenaris staudingeri
Taenaris staudingeri är en fjärilsart som beskrevs av Eduard Honrath 1889. Taenaris staudingeri ingår i släktet Taenaris och familjen praktfjärilar. Inga underarter finns listade i Catalogue of Life.